# Panjer (Denpasar Selatan)
Panjer is een bestuurslaag in het regentschap Denpasar van de provincie Bali, Indonesië. Panjer telt 36.665 inwoners (volkstelling 2010).